# تاکایوکی فوجی
تاکایوکی فوجی (انگلیسی: Takayuki Fujii؛ زادهٔ ۱۸ ژوئن ۱۹۹۳) بازیکن فوتبال اهل ژاپن است.